# Vicente Buigues Carrió

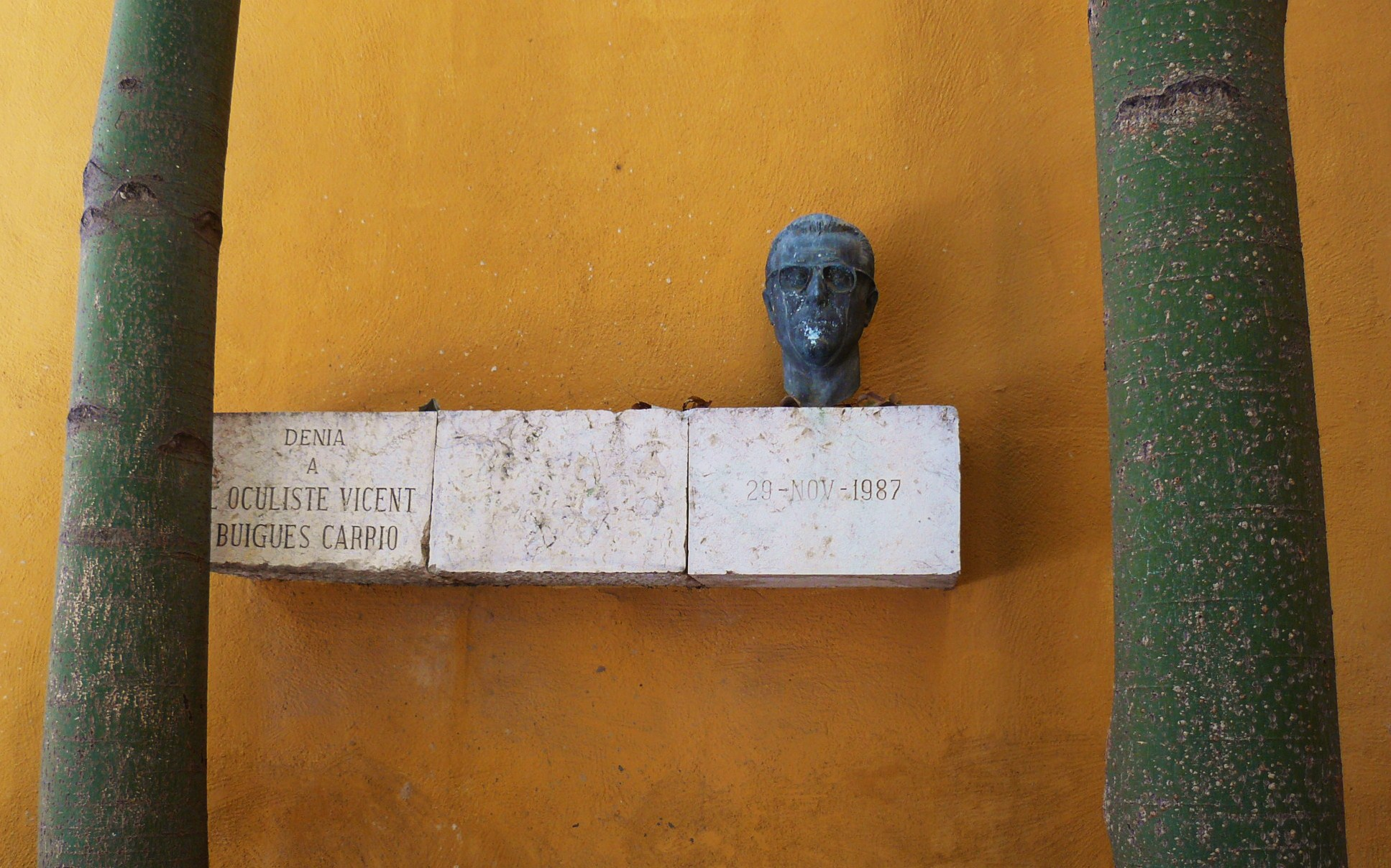
Pomnik w Denii

Vicente Buigues Carrió (ur. 31 sierpnia 1920 w Alicante, zm. 3 lutego 1986 w Denii) – hiszpański okulista, twórca prestiżowej Clínica Otfálmica Buigues.
Podczas wojny domowej w Hiszpanii poszukiwany przez władze nacjonalistyczne ukrywał się, by w 1946 osiąść w Denii, na terenie Walencji. Nauki pobierał u boku znanego okulisty - dra Tellera Lon Manuela. Często przebywał w Barcelonie, w Klinice Barraquer.
Zainteresowania medyczne łączył z upodobaniami humanistycznymi. Zgromadził znaczącą bibliotekę z dziełami z tych zakresów. Był członkiem kilku hiszpańskich i zagranicznych stowarzyszeń zawodowych i regularnie uczestniczył w konferencjach i spotkaniach międzynarodowych. Członek Consell de Cultura de la Generalitat Valenciana. W 1958 założył pionierską Clínica Otfálmica Buigues. Przez ręce okulisty przeszło ponad 110.000 pacjentów, o często skomplikowanych i nietypowych schorzeniach. Po śmierci Carrió trzy córki i syn kontynuują działalność Kliniki.
Władze i mieszkańcy Denii w 1987 wystawili mu pomnik.